# Andrzej Łuczycki
Andrzej Łuczycki (ur. 3 lutego 1952 w Radomiu) – polski polityk, ekonomista, senator VI kadencji.

## Życiorys
Syn Piotra i Brygidy Łuczyckich. W 1999 ukończył studia zawodowe na Wydziale Ekonomicznym Politechniki Radomskiej, a w 2001 studia na Wydziale Prawa i Administracji Uniwersytetu im. Marii Curie-Skłodowskiej w Lublinie.
Od 1969 do 1972 pracował w Zakładach Metalowych im. gen. Waltera w Radomiu jako mechanik. Następnie był zatrudniony m.in. w Ośrodku Badawczo-Rozwojowym w Radomiu i w Zjednoczeniu Odlewnictwa. Po wprowadzeniu stanu wojennego podjął własną działalność gospodarczą. Był przewodniczącym Stowarzyszenia Kupców i Usługodawców Ziemi Radomskiej, następnie wiceprezesem Stowarzyszenia Kupców Polskich. Przez dwie kadencje pełnił funkcję wiceprzewodniczącego rady nadzorczej Banku Spółdzielczego Rzemiosła.
Uczestniczył w radomskim proteście 25 czerwca 1976, w 1980 wstąpił do NSZZ „Solidarność”. W 1989 działał w Komitecie Obywatelskim. Następnie współtworzył radomski oddział Ruchu Obywatelskiego Akcja Demokratyczna. Później należał do Unii Demokratycznej i Unii Wolności, następnie wstąpił do Platformy Obywatelskiej. W wyborach samorządowych w 1998 bezskutecznie ubiegał się o mandat radnego Radomia z listy UW.
Do 2005 zajmował stanowisko zastępcy dyrektora Wojewódzkiego Ośrodka Ruchu Drogowego w Radomiu. W wyborach parlamentarnych w 2005 z ramienia PO uzyskał mandat senatorski w okręgu radomskim. W wyborach w 2007 bez powodzenia ubiegał się o reelekcję. Objął stanowisko wojewódzkiego inspektora transportu drogowego w Warszawie i został członkiem rady nadzorczej Państwowych Magazynów Usługowych w Pruszkowie. W wyborach samorządowych w 2010 uzyskał mandat radnego sejmiku mazowieckiego. W wyborach parlamentarnych w 2011 ponownie był kandydatem PO do Senatu w okręgu nr 50. Bez powodzenia kandydował także w 2014 w wyborach do Parlamentu Europejskiego oraz w wyborach samorządowych na burmistrza miasta Pionki. W tym samym roku uzyskał natomiast mandat radnego Radomia. W 2018 bezskutecznie kandydował na radnego miejskiego z ramienia komitetu wyborczego Radosława Witkowskiego.

## Życie prywatne
Ma dwoje dzieci.